# Centrogone chlorochrysa
Centrogone chlorochrysa är en fjärilsart som beskrevs av George Francis Hampson 1910. Centrogone chlorochrysa ingår i släktet Centrogone och familjen nattflyn. Inga underarter finns listade i Catalogue of Life.